# Periscyphis montanus
Periscyphis montanus är en kräftdjursart som beskrevs av Schmoelzer 1974. Periscyphis montanus ingår i släktet Periscyphis och familjen Eubelidae. Inga underarter finns listade i Catalogue of Life.